# Le Boisle
Le Boisle è un comune francese di 390 abitanti situato nel dipartimento della Somme, nella regione dell'Alta Francia.
Il suo territorio comunale è bagnato dalle acque del fiume Authie.

## Società

### Evoluzione demografica
Abitanti censiti